# Ланс Армстронг
Вижте пояснителната страница за други личности с името Армстронг.
Ланс Армстронг (на английски: Lance Armstrong; роден Ланс Едуард Гундерсон) е бивш американски професионален шосеен колоездач, автор на един от най-големите допинг скандали в историята на спорта. В продължение на години успява да заобиколи антидопинговите контроли и печели под въздействието на наркотици и с незаконно преливане на допълнителна кръв (според както се доказва през октомври 2012 г.), седем пъти поред най-престижното колоездачно състезание в света, Обиколката на Франция (на френски: Tour de France) – от 1999 до 2005 г. с отбора на US Postal и веднъж с отбора на Discovery Channel през 2005 г. С тези „победи“ той „подобрява“ предишните рекорди от пет победи на Мигел Индурайн, Бернар Ино, Еди Меркс и Жак Анкетил.
През октомври 1996 г., три години преди първата си „победа“ в Обиколката на Франция, 25-годишният Армстронг е диагностициран с рак на тестисите с разсейки в мозъка и бели дробове. Подлага се на лечение чрез мозъчна и тестикулярна хирургия, както и разширена химиотерапия, последният сеанс от която е през декември месец на същата година.
Вдъхновен от успешното си възстановяване, през 1997 г. Армстронг основава заедно с Nike „Фондация Ланс Армстронг – Милосърдие“. Символът на фондацията, жълтата гривна „Livestrong“, пусната за първи път през 2004 г., бележи огромни успехи, като събира повече от 50 милиона долара за борба с рака.
През 1999 г. Армстронг е посочен от ABC's Wide World за спортен атлет на годината. През 2002 г. Sports Illustrated magazine го назова Спортист на годината, а Асошиейтед прес го определя за мъжки атлет на 2002, 2003, 2004 и 2005 година. Получава ESPN's ESPY награда за най-добър мъжки атлет за 2003, 2004, 2005 и 2006 година. BBC го определя за „Презокеанска спортна личност на годината“ за 2003.
Армстронг обявява края на състезателна си кариера на 24 юли 2005 г. с участието си в Обиколката на Франция, но през 2009 г. се завръща в активния спорт с отбора на „Астана“. През 2009 г. заема трето място в Обиколката на Франция, отново, както става ясно впоследствие, под въздействието на наркотици. Година по-късно Ланс сформира отбора RadioShack, с който се състезава на „Tour De France“ 2010.
На 16 февруари 2011 г. Ланс Армстронг окончателно слага край на активната си състезателна дейност.
През октомври 2012 г., в резултат на изчерпателен и неопровержим доклад на Антидопинговата агенция на САЩ, изготвен въз основа на заклети показания на 26 лица, 11 от които преки съотборници на Армстронг, маневрите на Армстронг да се постави под пряка юрисдикция на Международния колоездачен съюз остават неуспешни и последният (който дотогава показва очевидна подкрепа на Армстронг) се вижда принуден на 22 октомври да одобри без възражения решението на ААСАЩ за лишаването на Армстронг от резултатите от всички състезания след 1 август 1998 г., включително всички спечелени от него титли, в което число влизат и седемте му титли от Тур дьо Франс. Причините, посочени в доклада, са главно организирането на мрежа за разпространение и употреба на допинг; натиск, упражнен от него върху съотборниците да употребяват допинг и преследването на всекиго, който нарушава закона на мълчанието в отбора (омерта) – все тежки нарушения на действащите правилници за борба с допинга в спорта.
Случаят Армстронг повдига остра полемика за състоянието на спорта в наши дни, за силното му меркантилизиране, вследствие на което избуява допинговата култура.